# Walterina Markova
Walter Dempster Jr. (20 mai 1924 – 24 juin 2005), mieux connu sous le nom de Walterina Markova, est un homme gay philippin. Il fut forcé d'être un "homosexuel de réconfort" (esclave sexuel) pour l'armée impériale japonaise durant l'occupation japonaise des Philippines.

## Biographie
Markova faisait partie d'un groupe de six artistes du spectacle qui pratiquaient le travestissement. C'est dans ce contexte qu'il fut arrêté par des soldats japonais, et emmené dans un camp du quartier de Malate, à Manille (qui accueille aujourd'hui le complexe sportif Rizal Memorial). Pendant des années, ses compagnons et lui-même servirent d'"homosexuels de réconfort" (comfort gay), contraints au travail forcé et abusés sexuellement par des soldats japonais, au même titre que les "femmes de réconfort".
L'histoire de Markova fut adaptée en film par Gil Portes en l'an 2000, sous le titre Markova: Comfort Gay. Le film fut inclus dans la programmation du Lesbian and Gay Film Festival de Seattle et de l'International Lesbian and Gay Film Festival de San Francisco en 2002.

## Vie privée
Walter passe les dernières années dans la "Maison des Gays Dorés" (Home for the Golden Gays) à Pasay, une organisation philippine, fondée par le militant communiste philippin queer Justo Justo, ayant pour but de procurer soins et logements aux personnes âgées de la communauté LGBTQIA+.
Walter mourut à l'âge de 81 ans, percuté par un cycliste. Une citation nous reste de lui :
« Nous, les humains, nous ne vivons pas longtemps. Révéler mon histoire est un façon pour moi d'inspirer d'autres gays qui continuent à subir des oppressions aujourd'hui. Par mon action, j'ai probablement rendu la liberté à bien d'autres hommes gays. » ("As humans, we won’t live long. Revealing my own story is my way of inspiring other gays who continue to be oppressed today. By my act, I may have probably given freedom to many other gay people.")

## Voir également
- Rosa Henson
- Justo Justo
- Home for the Golden Gays